# ワーナーズ・アーズ
ワーナーズ・アーズ（ラトビア語: Verners Auls、1889年8月5日 - 没年不明）は、ラトビア出身のフィギュアスケート選手（男子シングル）。1936年ガルミッシュ・パルテンキルヘンオリンピックラトビア代表。

## 主な戦績
| 大会/年      | 1936 |
| ------------ | ---- |
| オリンピック | 25位 |